# San Isidro Aloápam
San Isidro Aloápam är en ort i Mexiko.   Den ligger i kommunen San Miguel Aloápam och delstaten Oaxaca, i den sydöstra delen av landet, 300 km sydost om huvudstaden Mexico City. San Isidro Aloápam ligger 2 236 meter över havet och antalet invånare är 761.
Terrängen runt San Isidro Aloápam är bergig österut, men västerut är den kuperad. Terrängen runt San Isidro Aloápam sluttar österut. Runt San Isidro Aloápam är det ganska glesbefolkat, med 34 invånare per kvadratkilometer. Närmaste större samhälle är San Miguel Aloápam, 4,4 km sydväst om San Isidro Aloápam. I omgivningarna runt San Isidro Aloápam växer i huvudsak blandskog.